# Pouillé (Vendée)
Pouillé ist eine französische Gemeinde im Département Vendée in der Region Pays de la Loire. Sie gehört zum Kanton Luçon im Arrondissement Fontenay-le-Comte. Sie grenzt im Norden an Saint-Valérien, im Nordosten an L’Hermenault, im Südosten an Petosse, im Süden an Mouzeuil-Saint-Martin, im Südwesten an Nalliers (Berührungspunkt) und im Westen an Saint-Étienne-de-Brillouet. Die Bewohner nennen sich Pouilleuzais.

## Bevölkerungsentwicklung
| Jahr      | 1962 | 1968 | 1975 | 1982 | 1990 | 1999 | 2008 | 2014 |
| --------- | ---- | ---- | ---- | ---- | ---- | ---- | ---- | ---- |
| Einwohner | 591  | 564  | 581  | 550  | 505  | 502  | 620  | 638  |

## Sehenswürdigkeiten
- Kirche Saint-Rémi, Monument historique

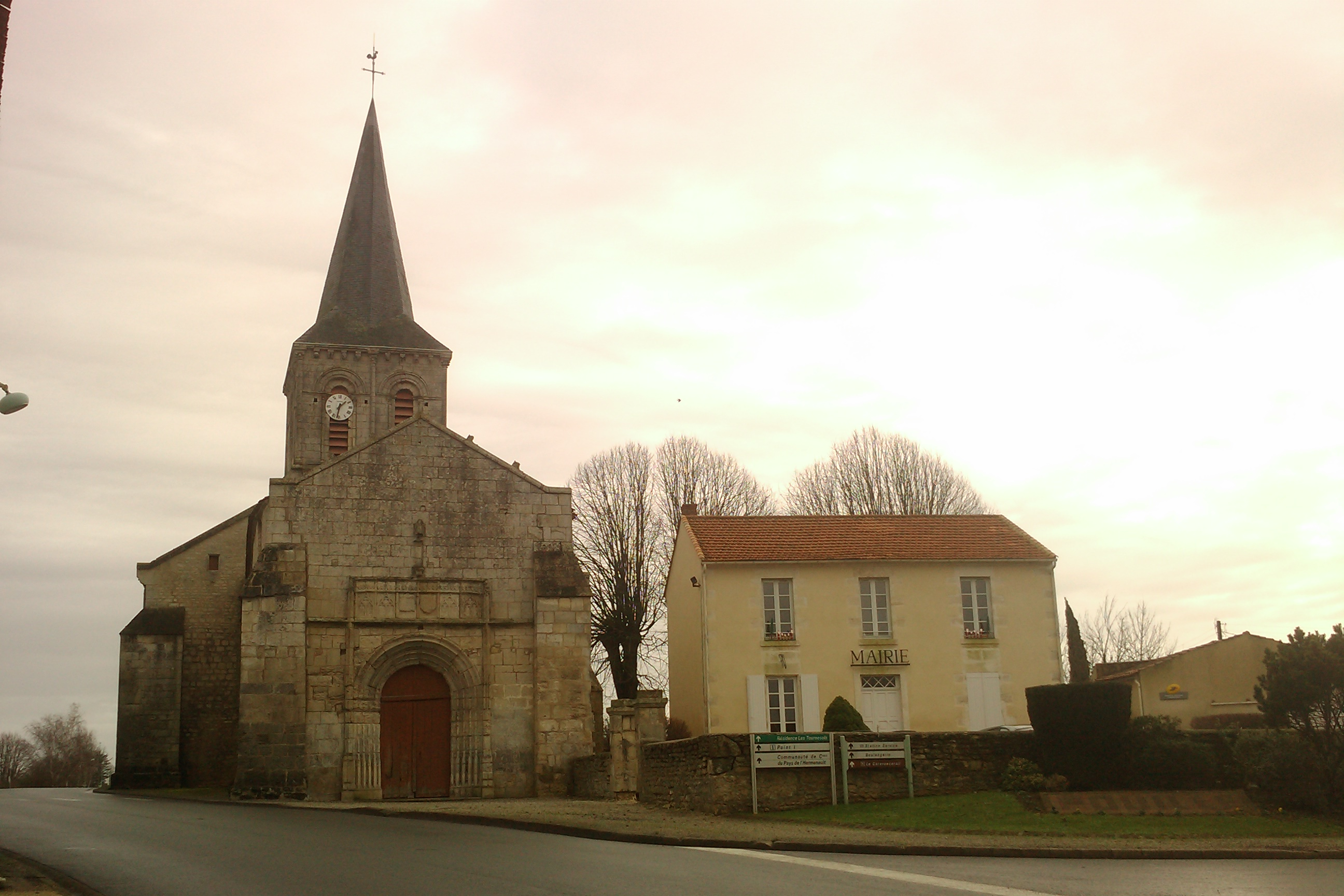
Kirche Saint-Rémi

- Mühle